# Pavonia oxyphyllaria
Pavonia oxyphyllaria är en malvaväxtart som beskrevs av John Donnell Smith. Pavonia oxyphyllaria ingår i släktet påfågelsmalvor, och familjen malvaväxter. Inga underarter finns listade i Catalogue of Life.